# Фулад Махан
«Фулад Махан» — иранский баскетбольный клуб из города Исфахан. Выступает в Чемпионате Ирана.

## Руководящий состав и тренерский штаб
| Должность        | Ф.И.О.           |
| ---------------- | ---------------- |
| Главный тренер   | Мохсен Садегзаде |
| Ассистент тренер | Кавех Дамирчи    |
| Директор         | Амир Атабахаш    |

## Достижения
Кубок чемпионов ФИБА Азия
- Чемпион : 2013